# Portuñol
Portuñol [poɾtuˈɲol] (portugiesisch Portunhol, auch Espanhol brasileiro) nennt man nicht normierte Mischsprachen aus dem Spanischen und Portugiesischen. Sie werden in manchen Kontaktregionen der beiden Sprachen, vor allem im Grenzgebiet zwischen Brasilien und seinen Nachbarländern, in unterschiedlichen Varianten benutzt.

## Begriff
Die Bezeichnung ist sehr bekannt und verbreitet, wird allerdings von der Real Academia Española nicht genutzt. Ein führendes brasilianisches Wörterbuch führte die Benennung 1999 auf und definierte sie zweifach: erstens das Ergebnis einer durch Code-Switching entstehenden spanisch-portugiesischen Sprachvermischung; zweitens das von muttersprachlichen Portugiesischsprechern ohne tiefere Spanischkenntnisse gesprochene Spanisch. Bemängelt wird von sprachwissenschaftlicher Seite der populäre, klischeehafte Gebrauch des Begriffs, der eine mit den realen linguistischen Gegebenheiten nicht übereinstimmende Lage und Verbreitung des Portuñols suggeriert.

## Verbreitung

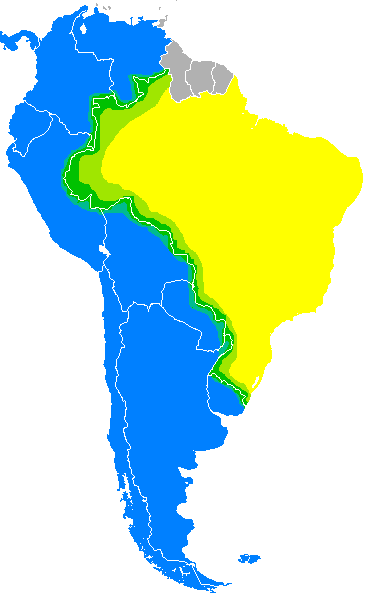
Mögliches Verbreitungsgebiet in Südamerika

Portuñol wird in Südamerika in Regionen gesprochen, wo Portugiesisch- und Spanischsprecher aufeinandertreffen. Vor allem für die Grenzregionen zwischen Brasilien und Uruguay, Argentinien und Paraguay sind Mischsprachen beschrieben. In Uruguay ist Portuñol – in Abstufungen je nach Abstand zur Grenze – faktisch in der gesamten Nordhälfte des Landes verbreitet, wo allerdings nur etwa ein Viertel der Gesamtbevölkerung lebt. Die Mischsprache wird daher auch als fronterizo / fronteiriço (spanisch/portugiesisch, etwa: „grenzländisch“) bezeichnet. Die Sprache wird auch durch regionale Programme des TV-Senders Canal 10 teils gefördert, gilt aber wegen der sprachpolitischen Bestrebungen der beteiligten Regierungen sowie des geringen Ansehens bei seinen eigenen Sprechern grundsätzlich als gefährdet.
Auf der Iberischen Halbinsel werden nur einzelne Dialekte im Grenzgebiet, vor allem zwischen der Extremadura und Portugal als spanisch-portugiesische Mischsprachen beschrieben. 2023 strahlte der öffentlich-rechtliche portugiesische Fernsehsender RTP1 eine siebenteilige Dokumentarreihe über die kulturellen und sprachlichen Gemeinsamkeiten im Grenzgebiet zwischen Portugal und Spanien aus, unter dem Titel Portunhol.

## Einstufung
Die bekannteste Variante entstand in dem lange zwischen Spanien und Portugal, später Argentinien und Brasilien umstrittenen Gebiet des heutigen Uruguay, das zwischen 1680 und 1828 mehrmals den Besitzer wechselte (Hochburg Rivera im Norden des Landes, mit der dortigen Variante portuñol riverense). Die Sprache wird sowohl von uruguayischer wie von brasilianischer Seite als Dialekt bzw. Slang (rompidioma) betrachtet und in Uruguay als brasilero/brasileiro bezeichnet. Die Hispanistik spricht offiziell von „portugiesischen Dialekten in Uruguay“ (Dialectos Portugueses del Uruguay, abgekürzt DPU).
Dennoch haben die Bewohner der Grenzregion (fronterizos) eine besondere kulturelle Dynamik und zum Teil auch ein Eigenbewusstsein als Portuñol-Sprecher entwickelt.

## Merkmale
Portuñol ist keine Sprache mit festen grammatischen Regeln oder einheitlichem Wortschatz. In der Rivera (Uruguay) und jenseits der brasilianischen Grenze in der Gegend von Livramento ist Portuñol auch ein soziolinguistisches Phänomen. Mitglieder der Bildungsschicht sprechen meist sowohl Portugiesisch als auch Spanisch und können beide Sprachen je nach Bedarf unvermischt benutzen. Die Mischsprache ist stärker in den Unterschichten verbreitet. In Paraguay enthält sie Beimischungen von Guaraní.

## Abgrenzung
Musiker wie Manu Chao, dessen Vater aus Galicien stammt, haben schon auf Portuñol gesungen. Die galicische Sprache, die mit dem Portugiesischen und auch dem Spanischen eng verwandt und beiden Sprachen sehr ähnlich ist, ist allerdings keine Mischsprache.

## Portuñol als Literatursprache
Der an der Grenze zwischen Brasilien und Paraguay aufgewachsene Douglas Diegues (* 1966) ist Autor des ersten Lyrikbandes in Portuñol (Dá gusto andar desnudo por estas selvas: sonetos salvajes, 2002). Er ist Vertreter der Bewegung des Portunhol selvagem (deutsch „wildes Portunhol“), die lateinamerikanische Künstler zusammenbringt, die mit Hilfe dieser ungeregelten, anarchischen Sprache geografische und kulturelle Grenzen überschreiten wollen. In Uruguay publizierte der Literaturdozent und Lyriker Fabián Severo (* 1981) mit Noite nu Norte („Nacht im Norden“, 2010) die erste Gedichtsammlung in Portuñol (auch Portugués de Uruguay). Er erhielt 2017 den Nationalen Literaturpreis für seinen ebenfalls in Portuñol geschriebenen Gedichtband Viralata (2015).

## Spanisch-portugiesische Mischsprache in Afrika
Eine dem Portuñol ähnliche Mischsprache wird in Teilen Äquatorialguineas sowie im Osten Angolas verwendet.